# Decarthron marinum
Decarthron marinum är en skalbaggsart som beskrevs av Brendel 1893. Decarthron marinum ingår i släktet Decarthron och familjen kortvingar. Inga underarter finns listade i Catalogue of Life.